# Bernède
 Bernède  là một xã thuộc tỉnh Gers trong vùng Occitanie tây nam nước Pháp. Xã này có độ cao từ 80-168 mét trên mực nước biển.